# Alicia Rodríguez (actrice espagnole)
Pour les articles homonymes, voir Alicia Rodríguez et Rodriguez.
Alicia Rodríguez, née le 4 mai 1935 à Malaga, est une actrice espagnole.

## Filmographie

### Cinéma
- Aventuras de Cucuruchito y Pinocho (1943)
- Cuando escuches este vals (1944)
- El niño de las monjas (1944)
- Les misérables (Los miserables) (1944)
- El secreto de la solterona (1945)
- Entre hermanos (1945)
- El jagüey de las ruinas (1945)
- Caminos de sangre (1945)
- Una sombra en mi destino (1946)
- Mamá Inés (1946)
- Sinfonía de una vida (1946)
- Más allá del amor (1946)
- Los buitres sobre el tejado (1946)
- Ave de paso (1948)
- ¡Ya tengo a mi hijo! (1948) : Hermana de Fernandito
- Yo quiero ser hombre (1950)
- Muchachas de Uniforme (1951)
- Una calle entre tú y yo (1952)
- Fruto de tentación (1953)
- Yo soy gallo dondequiera!.. (1953)
- Hijas casaderas (1954)
- Chucho el Roto (1954) : Lolita
- Me perderé contigo (1954)
- Mi canción eres tú (1956)
- Te odio y te quiero (1957)
- Le Retour du vampire (El ataúd del vampiro) (1958)
- El águila negra contra los enmascarados de la muerte (1958)
- Mi esposa me comprende (1959)
- La edad de la inocencia (1962)
- El derecho de nacer (1966)
- Yesenia (1971)
- Espejos rotos (1987)
- Navidad (2009) : Alicia

### Télévision
- Marianela (1961) TV
- El ídolo (1966) TV
- Las víctimas (1967) TV
- Sueña conmigo Donaji (1967) TV
- Fallaste corazon (1968) TV : Virginia
- Cruz de amor (1968) TV : Inés
- No creo en los hombres (1969) TV : Alicia
- Del altar a la tumba (1969) TV
- Angelitos negros (1970) TV : Ana Luisa de la Fuente
- Yesenia (1970) TV : Marisela
- El profesor particular (1971) TV
- Aqui está Felipe Reyes (1972) TV
- Los que ayudan a Dios (1973) TV : Elena
- Rina (1977) TV : María Julia
- Gotita de gente (1978) TV : Doña Margarita
- Lágrimas de amor (1979) TV
- Los ricos también lloran (1979) TV : Elena
- El combate (1980) TV
- Amalia Batista (1983) TV : Doña Ana
- La pobre Señorita Limantour (1987) TV : Soledad
- De pura sangre (1988) TV : Beatriz
- Abrázame muy fuerte (2000) TV : Consuelo Rivas de Álvarez
- Al diablo con los guapos (2007) TV : Regina
- Le Triomphe de l'amour (Triunfo del amor) (2010-2011) TV : Sor Clementina
- Una familia con suerte (2011) TV : Fernanda Peñaloza